# Simone Warzel

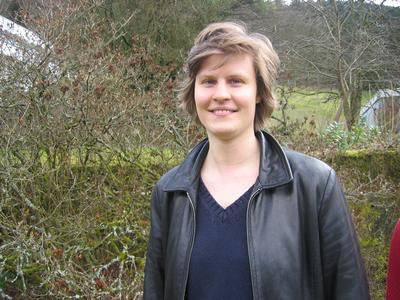
Simone Warzel

Simone Warzel (* 1973) ist eine deutsche Mathematikerin, die sich mit Mathematischer Physik befasst.

## Beruflicher Werdegang
Warzel studierte in Erlangen und Cambridge und wurde 2001 bei Hajo Leschke an der Friedrich-Alexander-Universität Erlangen-Nürnberg promoviert (On Lifshits Tails in Magnetic Fields). 2003 bis 2006 war sie Post-Doktorandin an der Princeton University und wurde dort 2006 Assistant Professor. Sie ist seit 2008 Professorin an der TU München und außerdem Gastwissenschaftlerin in Princeton.
Sie befasst sich mit ungeordneten Quantensystemen, Vielteilchensystemen und statistischer Mechanik. Sie veröffentlichte viel mit Michael Aizenman. 2006 bewies sie mit Aizenman und Robert Sims die Stabilität kontinuierlicher Spektren des Laplaceoperators auf zufälligen Baumgraphen bei schwachen Störungen. Sie bewies mit Kollegen 2008 die Existenz der Scott-Korrektur der Bindungsenergie schwerer Atome in einer (pseudo-)relativistischen Beschreibung. Zudem untersuchte sie die Anderson-Lokalisierung bzw. deren Nicht-Vorhandensein (Existenz ausgedehnter Zustände) in verschiedenen Modellen der Festkörperphysik, so zum Beispiel mit Aizenman 2011 am Mobilitätsrand auf dem Bethe-Gitter, wo ausgedehnte Zustände aus Resonanzen der Störstellen entstehen.

## Auszeichnungen
2007 bis 2010 war sie Sloan Research Fellow. 2013 erhielt sie den von Neumann Fellowship Award des Institute for Advanced Study und 2009 den Young Scientist Award der IUPAP. Für 2018 wurde sie als Sprecherin auf dem Internationalen Mathematikerkongress (ICM) in Rio eingeladen.

## Schriften (Auswahl)
- Michael Aizenman, Simone Warzel: Random Operators: Disorder Effects on Quantum Spectra and Dynamics AMS 2015.
- Surprises in the phase diagram of the Anderson model on the Bethe lattice, pp. 239-253 in: XVIIth International Congress on Mathematical Physics Ed.: A. Jensen, World Scientific 2013.
- M. Aizenman, S. Warzel: Absolutely continuous spectrum implies ballistic transport for quantum particles in a random potential on tree graphs, J. Math. Phys. 53, 095205 (2012)
- M. Aizenman, S. Warzel: Extended states in a Lifshitz tail regime for random Schrödinger operators on trees, Phys. Rev. Lett. 106: 136804 (2011). Arxiv
- M. Aizenman, S. Warzel: Disorder-induced delocalization on tree graphs. In: Mathematical Results in Quantum Mechanics, Ed. P. Exner, 107-109, World Scientific 2011.
- M. Aizenman, S. Warzel: Complete dynamical localization in disordered quantum multi-particle systems. XVIth International Congress on Mathematical Physics, 556–565, World Sci. 2010.
- Heinz Siedentop, R. Frank, S. Warzel: The energy of heavy atoms according to Brown and Ravenhall: the Scott correction. Doc. Math. 14: 463–516 (2009).
- M. Aizenman, S. Warzel: Localization Bounds for Multiparticle Systems, Comm. Math. Phys. 290: 903–934 (2009)
- H. Siedentop, R. Frank, S. Warzel: The energy of heavy atoms according to Brown and Ravenhall: the Scott correction, Comm. Math. Phys. 278: 549–566 (2008).
- Rupert L. Frank, H. Siedentop, S. Warzel, The ground state energy of heavy atoms: relativistic lowering of the leading energy correction, Commun. Math. Phys. 278 : 549-566 (2008)
- M. Aizenman, B. Sims, S. Warzel, Stability of the absolutely continuous spectrum of random Schrödinger operators on tree graphs, Probab. Theory Relat. Fields 136: 363-394 (2006)
- H. Leschke, S. Warzel, Quantum-classical transitions in Lifshits tails with magnetic fields, Phys. Rev. Lett. 92: 086402:1-4 (2004)
- H. Leschke, P. Müller, S. Warzel, A survey of rigorous results on random Schrödinger operators for amorphous solids, Markov Proc. Relat. Fields 9: 729-760 (2003)
- G. Raikov, S.Warzel, Quasi-classical versus non-classical spectral asymptotics for magnetic Schrödinger operators with decreasing electric potentials, Rev. Math. Phys. 14: 1051-1072 (2002)
- G. Raikov, S.Warzel, Spectral asymptotics for magnetic Schrödinger operators with rapidly decreasing electric potentials, C. R. Acad. Sci. Paris Ser. I, 335: 683-688 (2002)
- T. Hupfer, H. Leschke, P. Müller, S. Warzel, The absolute continuity of the integrated density of states for magnetic Schrödinger operators with certain unbounded random potentials, Comm. Math. Phys. 221: 229-254 (2001)